# Tiberius Claudius Agricola
Tiberius Claudius Agricola war ein im 1. Jahrhundert n. Chr. lebender Angehöriger des römischen Ritterstandes (Eques).
Durch ein Militärdiplom, das auf den 13. Mai 86 datiert ist, ist belegt, dass Agricola 86 Kommandeur der Ala I Thracum Veterana war, die zu diesem Zeitpunkt in der Provinz Raetia stationiert war.